# Secadura
Secadura es una localidad del municipio de Voto (Cantabria, España). Está situada en la parte occidental del municipio, a 5 kilómetros de Bádames (capital municipal) y a 86 metros de altitud. En el año 2019, Secadura contaba con una población de 242 habitantes (INE). En este lugar se encuentra la cueva del Otero, que custodia diversas manifestaciones de arte paleolítico. Fue declarada zona arqueológica en el año 1998.
En 1835 se separa de Voto formando su propio ayuntamiento, pero vuelve a quedar integrada en Voto en 1840.

## Fiestas
- La Pascua, (Semana Santa)[2]
- Nuestra Señora de los Desamparados[3]
- San Juan Bautista, (Patrón).
- Virgen de las Nieves.
- San Roque.

## Festival Tierradura Folk
Es un festival de música folk, que se lleva haciendo en Secadura coincidiendo con la festividad de Semana Santa. 

## Hijos Ilustres
- Familia Alvarado

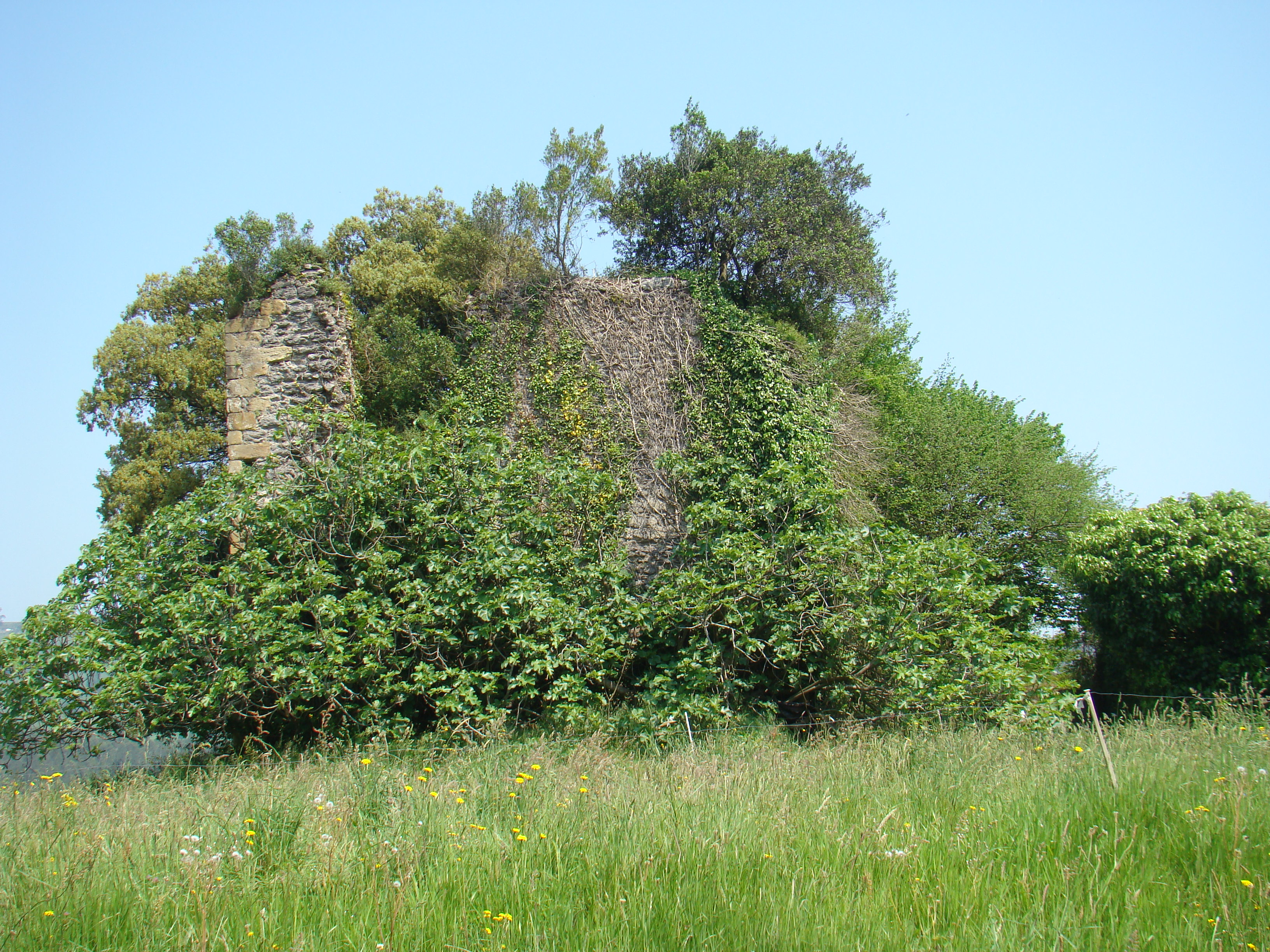
Torre medieval de la familia Alvarado

- Alonso de Alvarado (1500 - 1556): Explorador y conquistador.
- Juan de Nates (hacia 1545-1613): Maestro cantero y arquitecto nacido en la población cántabra de Secadura alrededor de 1545 y fallecido en Valladolid hacia 1613. Aprendió el oficio junto a su padre en Valladolid, ciudad donde residió la mayor parte de su vida y donde se registran la mayor parte de sus obras. Casado con María de la Vega, hija de Juan de la Vega, también cantero y maestro del propio Juan de Nates. Discípulo de Juan de Herrera, fue junto con Juan de Ribero Rada el mayor difusor del clasicismo en la Meseta Norte.
- Francisco Laso de la Vega Alvarado (1586 - 1640) fue un militar español y gobernador de Chile entre diciembre de 1629 a mayo de 1639.
- Juan de la Cuesta: Maestro cantero y arquitecto nacido en la municipio cántabro de Secadura en el siglo XVI. Desarrolló su trabajo sobre todo en las provincia de Palencia.